# Hakan Anaz
Hakan Anaz (* 4. August 1969) ist ein ehemaliger australischer Fußballschiedsrichterassistent.
Anaz spielte zunächst ab einem Alter von sieben Jahren Fußball und begann schließlich mit 23 Jahren als Schiedsrichter. Bis April 2014 war Anaz Schiedsrichterassistent in der australischen A-League Men; insgesamt hatte er über 75 Einsätze. Ab 2005 stand er auf der Liste der FIFA-Schiedsrichter und leitete internationale Fußballpartien. In den Jahren 2008 bis 2014 wurde er bei mindestens 30 Spielen in der AFC Champions League eingesetzt.
Anaz war unter anderem bei der Asienmeisterschaft 2011 in Katar, beim olympischen Fußballturnier 2012 in London (zwei Spiele), bei der U-20-Weltmeisterschaft 2013 in der Türkei (zwei Spiele) und bei der Weltmeisterschaft 2014 in Brasilien (drei Spiele) im Einsatz, jeweils als Assistent von Ben Williams. Insgesamt leitete er drei WM-Spiele, zudem 15 Spiele in der Asien-Qualifikation für die Weltmeisterschaften 2010 in Südafrika und 2014 in Brasilien sowie Freundschaftsspiele.
Nach seinem Rücktritt als aktiver Schiedsrichter arbeitete er als Schiedsrichterausbilder und Offizieller bei der Asienmeisterschaft 2019.
Anaz hat türkische Wurzeln und eine Tochter.